# Danilo II del Montenegro
Danilo II Alessandro Petrović-Njegoš (Cettigne, 29 giugno 1871 – Vienna, 24 settembre 1939) fu nominalmente re del Montenegro.
Egli era inoltre fratello, tra gli altri, di Elena del Montenegro, regina d'Italia.

## Biografia

### Infanzia ed educazione

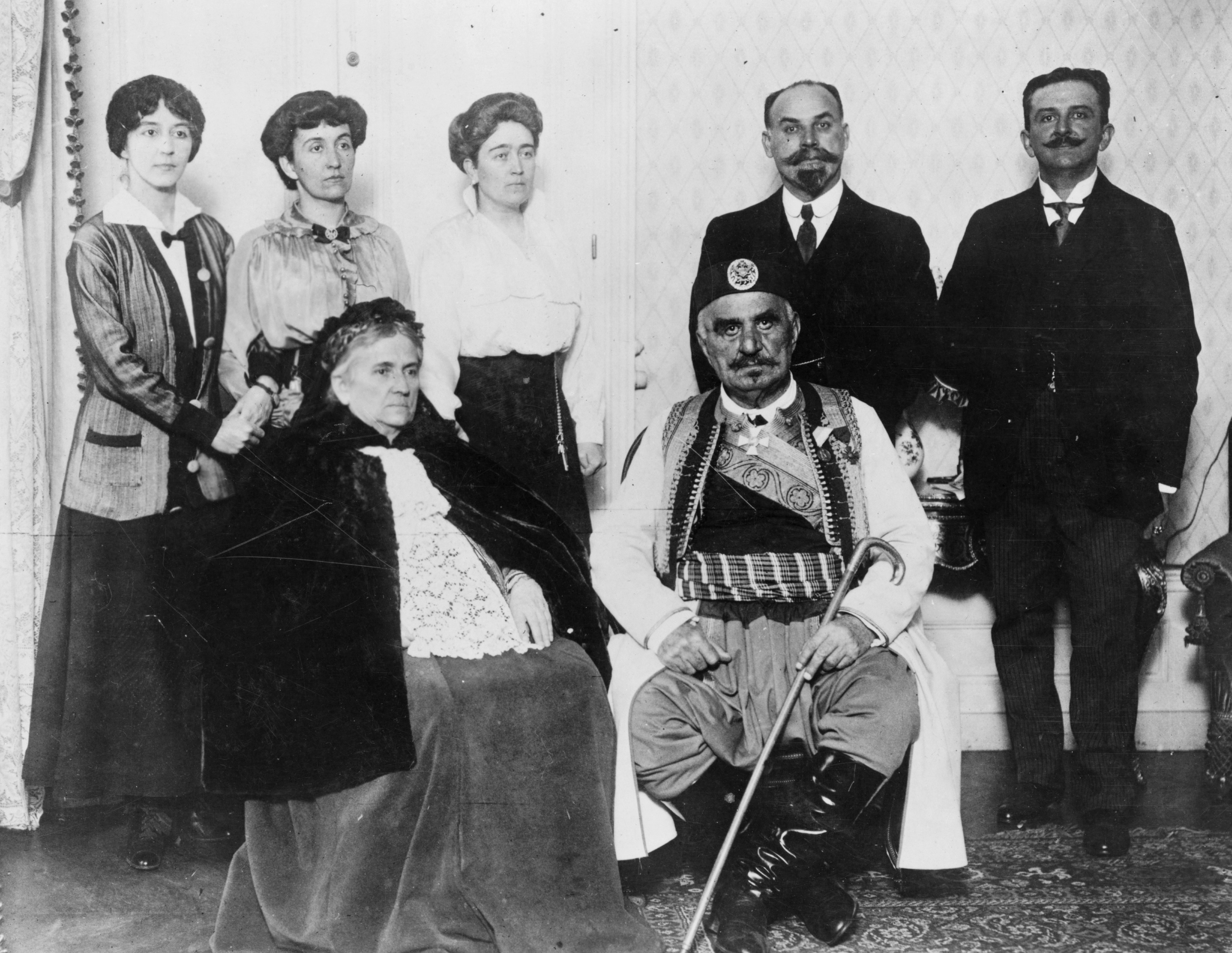
Danilo del Montenegro fotografato con il padre re Nicola I, la madre Milena Vukotić e con i fratelli e le sorelle

Figlio del re Nicola I del Montenegro e della regina Milena Vukotić, nacque a Cettigne allora capitale del piccolo Principato del Montenegro. Era fratello di Elena, futura regina d'Italia e d'Albania e imperatrice d'Etiopia.
Danilo seguì studi militari e rapidamente salì tutti i gradi dell'esercito montenegrino fino a divenirne Comandante in Capo. 

### Matrimonio

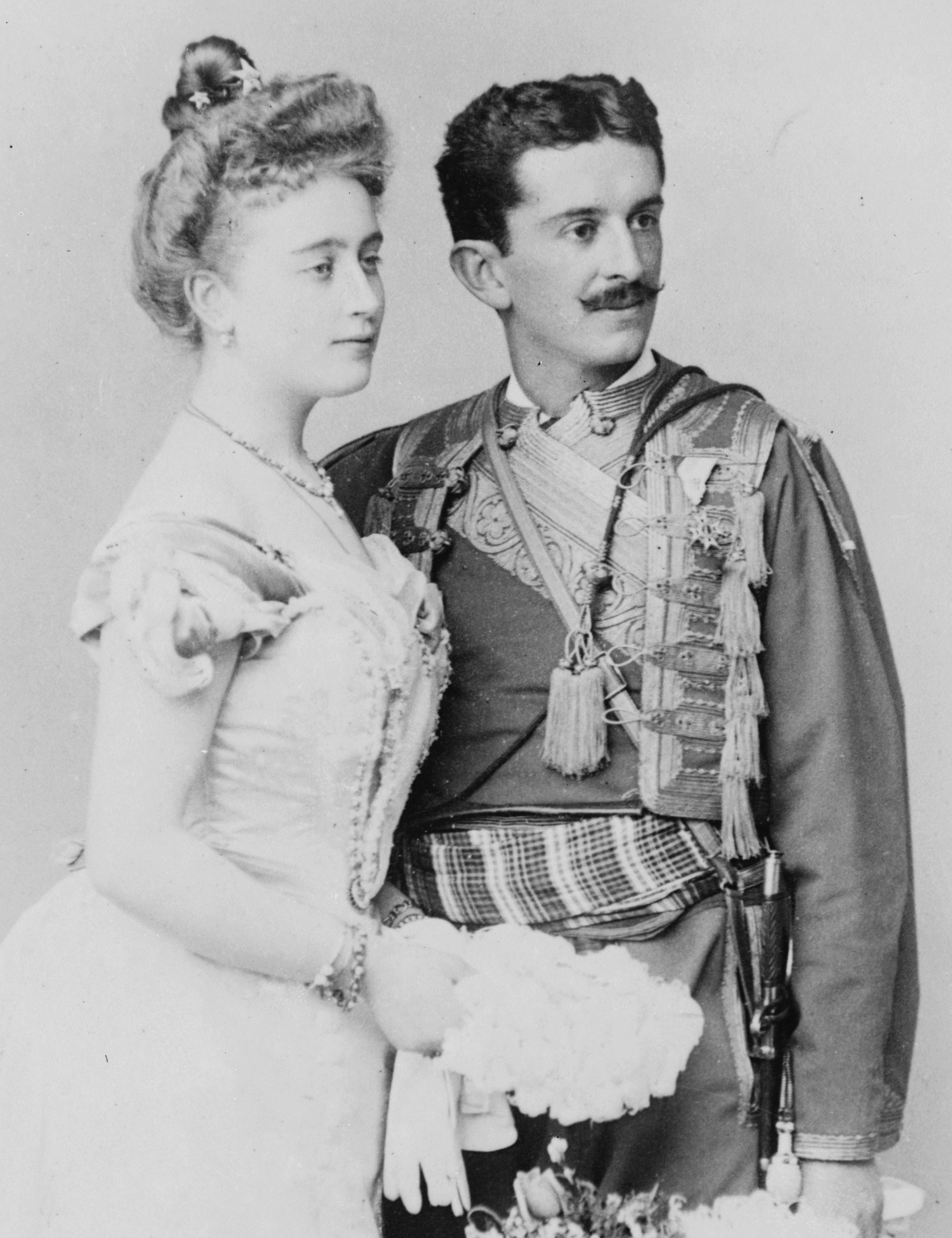
Il principe Danilo insieme alla moglie, la principessa Jutta di Meclemburgo-Strelitz

Il 15 giugno 1899 sposò la principessa Jutta di Meclemburgo-Strelitz la quale, con la conversione all'ortodossia, mutò il suo nome in Milica. La coppia non ebbe figli. 

### Viaggi per l'Europa
Per la sua vita spensierata e godereccia tenuta nelle varie capitali d'Europa, soprattutto a Parigi, Danilo divenne protagonista della società mondana dell'epoca, inducendo addirittura Franz Lehár a farlo protagonista della sua celeberrima operetta La vedova allegra (1905), con grave discredito per lo stesso Regno del Montenegro.
Scoppiata la prima guerra mondiale e invaso il Montenegro dagli austriaci, Danilo seguì il padre Nicola e il governo montenegrino nell'esilio in Francia. 

### Ascesa e abdicazione al trono del Montenegro

Re Danilo II del Montenegro in una fotografia d'epoca

Nel marzo del 1921, alla morte di Nicola I in esilio, Danilo gli succedette. Infatti all'epoca le Potenze vincitrici della Grande Guerra non avevano ancora deciso nulla sulla sorte del Montenegro che quindi risultava ancora formalmente indipendente. Danilo II non poté però rientrare nel Montenegro occupato nel frattempo dalle truppe serbe del cognato Pietro e anzi abdicò pochi giorni dopo a favore del nipote Michele (Mihailo), figlio del fratello Mirko (nel frattempo deceduto).

### Ultimi anni e morte

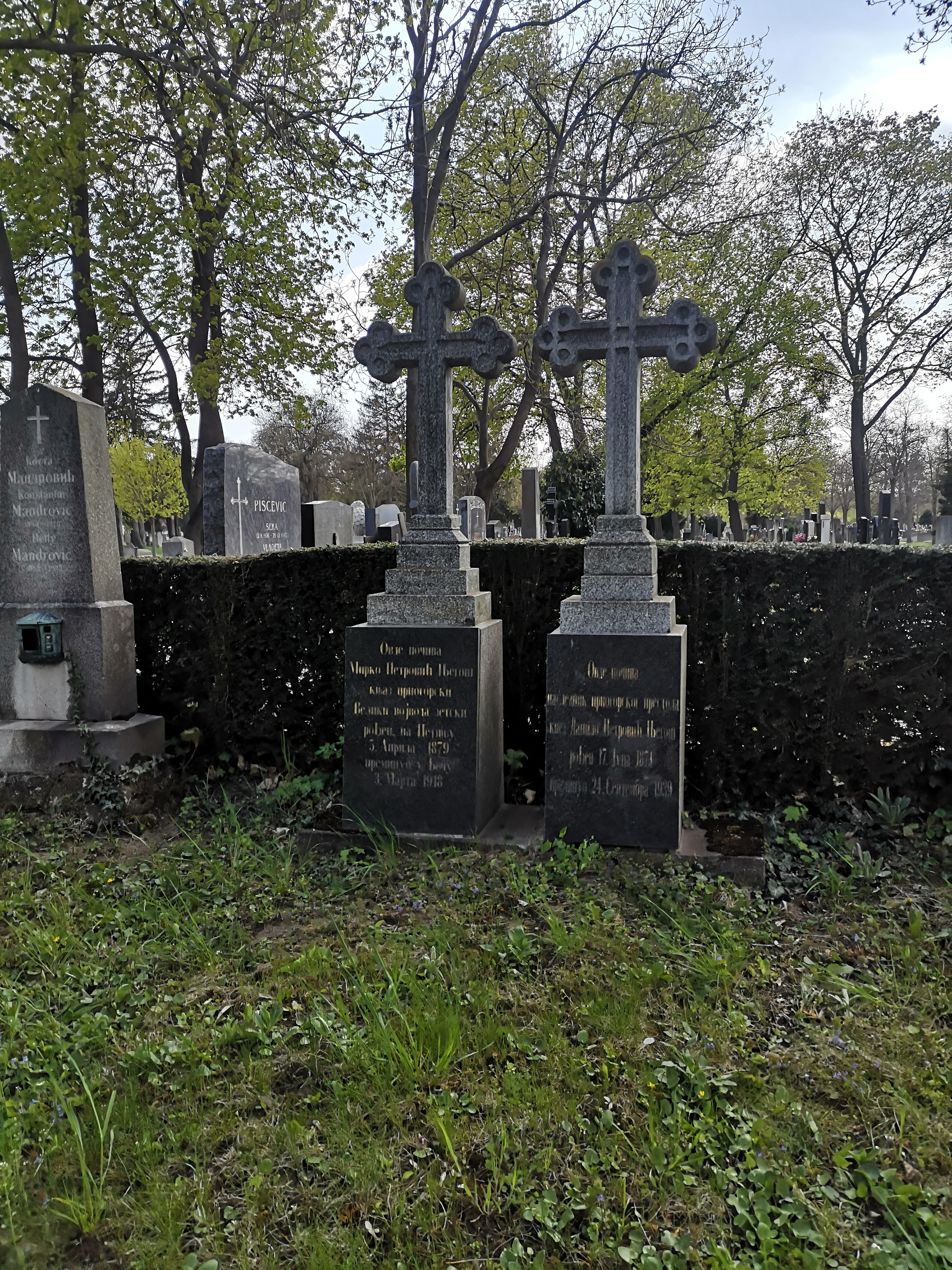
La tomba di Danilo del Montenegro e di Jutta di Meclemburgo-Strelitz nel Zentralfriedhof di Vienna

Anche Michele I fu re nominale del Montenegro, sotto reggenza della nonna Milena, in quanto minorenne, fino al riconoscimento dell'annessione del Montenegro alla Serbia da parte della Conferenza di Versailles, riconoscimento avvenuto pochi mesi dopo. 
Ritiratosi a vita privata, Danilo II morì a Vienna, ove fu sepolto nel Zentralfriedhof.

## Ascendenza
|                                |                      |                    | Genitori |  |  | Nonni |  |  | Bisnonni               |  |  | Trisnonni            |  |
|                                |                      |                    |          |  |  |       |  |  | Stanko Petrović-Njegoš |  |  | Sava Petrović-Njegoš |  |
|                                |                      |                    |          |  |  |       |  |  | Stanko Petrović-Njegoš |  |  | Sava Petrović-Njegoš |  |
|                                |                      | Angelika Radamović |          |  |  |       |  |  | Stanko Petrović-Njegoš |  |  |                      |  |
| Granduca Mirko Petrović-Njegoš |                      |                    |          |  |  |       |  |  | Stanko Petrović-Njegoš |  |  |                      |  |
|                                |                      | Christine Vrbitsa  | …        |  |  |       |  |  |                        |  |  |                      |  |
|                                |                      | Christine Vrbitsa  | …        |  |  |       |  |  |                        |  |  |                      |  |
|                                |                      | Christine Vrbitsa  | …        |  |  |       |  |  |                        |  |  |                      |  |
| Nicola I del Montenegro        |                      | Christine Vrbitsa  |          |  |  |       |  |  |                        |  |  |                      |  |
|                                |                      | Drago Martinović   | …        |  |  |       |  |  |                        |  |  |                      |  |
|                                |                      | Drago Martinović   | …        |  |  |       |  |  |                        |  |  |                      |  |
|                                |                      | Drago Martinović   | …        |  |  |       |  |  |                        |  |  |                      |  |
| Anastasija Martinović          |                      | Drago Martinović   |          |  |  |       |  |  |                        |  |  |                      |  |
|                                |                      | Stana Martinović   | …        |  |  |       |  |  |                        |  |  |                      |  |
|                                |                      | Stana Martinović   | …        |  |  |       |  |  |                        |  |  |                      |  |
|                                |                      | Stana Martinović   | …        |  |  |       |  |  |                        |  |  |                      |  |
| Danilo II del Montenegro       |                      | Stana Martinović   |          |  |  |       |  |  |                        |  |  |                      |  |
|                                | Peter Perkov Vukotić | …                  |          |  |  |       |  |  |                        |  |  |                      |  |
|                                | Peter Perkov Vukotić | …                  |          |  |  |       |  |  |                        |  |  |                      |  |
|                                | Peter Perkov Vukotić | …                  |          |  |  |       |  |  |                        |  |  |                      |  |
| Petar Vukotić                  | Peter Perkov Vukotić |                    |          |  |  |       |  |  |                        |  |  |                      |  |
|                                |                      | Stana Milić        | …        |  |  |       |  |  |                        |  |  |                      |  |
|                                |                      | Stana Milić        | …        |  |  |       |  |  |                        |  |  |                      |  |
|                                |                      | Stana Milić        | …        |  |  |       |  |  |                        |  |  |                      |  |
| Milena Vukotić                 |                      | Stana Milić        |          |  |  |       |  |  |                        |  |  |                      |  |
|                                |                      | Tadija Vervodić    | …        |  |  |       |  |  |                        |  |  |                      |  |
|                                |                      | Tadija Vervodić    | …        |  |  |       |  |  |                        |  |  |                      |  |
|                                |                      | Tadija Vervodić    | …        |  |  |       |  |  |                        |  |  |                      |  |
| Elena Vervodić                 |                      | Tadija Vervodić    |          |  |  |       |  |  |                        |  |  |                      |  |
|                                |                      | Milica Pavičević   | …        |  |  |       |  |  |                        |  |  |                      |  |
|                                |                      | Milica Pavičević   | …        |  |  |       |  |  |                        |  |  |                      |  |
|                                |                      | Milica Pavičević   | …        |  |  |       |  |  |                        |  |  |                      |  |
|                                |                      | Milica Pavičević   |          |  |  |       |  |  |                        |  |  |                      |  |